# Nassarius papillosus
Nassarius papillosus is een slakkensoort uit de familie Nassariidae. De wetenschappelijke naam is gepubliceerd in 1758 door Linnaeus in de tiende editie van Systema naturae.